# Jonir de Oliveira Souza
Jonir de Oliveira Souza (Barra do Garças, 4 de junho de 1940 – Barra do Garças, 17 de julho de 2020) foi um político brasileiro, filiado ao Partido Democratas, era funcionário público, empresário e contador especialista em orçamento público. Durante sua carreira política foi vereador, interventor federal nomeado pelo presidente da República Emílio Garrastazu Médici, tendo sido empossado pelo ministro da Justiça Alfredo Buzaid, e prefeito do município matogrossense de Barra do Garças por três vezes.

## Biografia
Era filho de Joaquim Mendes de Souza Guardiato, ex-vereador, pioneiro e garimpeiro na cidade de Barra do Garças-MT. Jonir iniciou sua carreira pública como contador da Prefeitura Municipal de Barra do Garças, tendo exercido no decorrer da vida pública diversos cargos, tais quais promotor de justiça, secretário municipal de Administração, secretário da Fazenda, secretário de Finanças, chefe da 3ª Ciretran (DETRAN-MT) e diretor administrativo e financeiro da Companhia de Desenvolvimento do Estado de Mato Grosso (CODEMAT).
Se projetou politicamente em 1969, quando foi nomeado interventor federal (chefe do poder executivo) pelo então presidente da República, assumindo a prefeitura pela primeira vez. Em 1977 foi eleito vereador, sendo o vereador mais votado da história de Barra do Garças-MT, posteriormente vindo a ser eleito Presidente da Câmara, assumiu a Prefeitura de Barra do Garças pela segunda vez, em virtude da falta de um vice-prefeito, e por ocasião da saída do então prefeito Wilmar Peres de Farias, que foi eleito vice-governador do Estado, na chapa do governador Júlio Campos em 1981, Jonir de Oliveira então como presidente da Câmara, foi responsável pelo término do mandato. Em 1983, assumiu o poder executivo pela terceira vez. 
Jonir se aposentou do funcionalismo público e da iniciativa privada nos anos 90, mas nunca se ausentou da vida política. Atualmente havia retornado às suas atividades particulares e atuava como conselheiro dos poderes públicos nos bastidores políticos de Barra do Garças-MT, tendo exercido por último o cargo de secretário municipal de Administração e Planejamento (2009-2012).

## Governo
| Precedido por          | Prefeito       | Sucedido por              |
| ---------------------- | -------------- | ------------------------- |
| Wilmar Peres de Farias | 1969-1981-1983 | Carolino Gomes dos Santos |